# Plegapteryx sphingata
Plegapteryx sphingata là một loài bướm đêm trong họ Geometridae.